# Floccularia albolanaripes
Floccularia albolanaripes är en svampart som först beskrevs av George Francis Atkinson, och fick sitt nu gällande namn av Redhead 1987. Floccularia albolanaripes ingår i släktet Floccularia och familjen Agaricaceae.   Inga underarter finns listade i Catalogue of Life.

## Bildgalleri

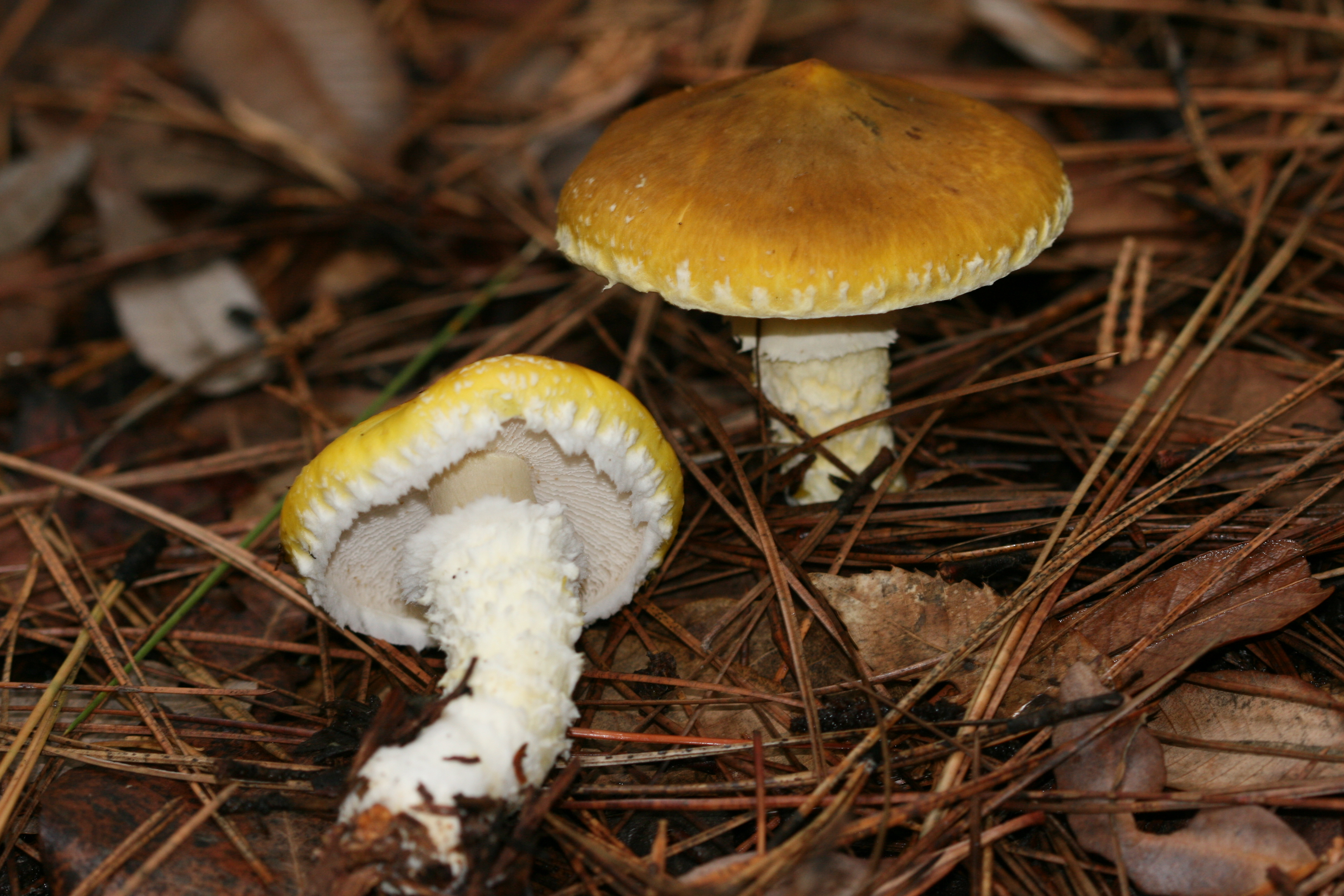